# Edipsós
Edipsós  ou Aidipsos (en grec : Αιδηψός) est une ancienne municipalité (1987-2010) du nord de l'île d'Eubée, en Grèce, dont le siège est la localité de Loutrá Edipsoú (Les bains d'Édipsos).

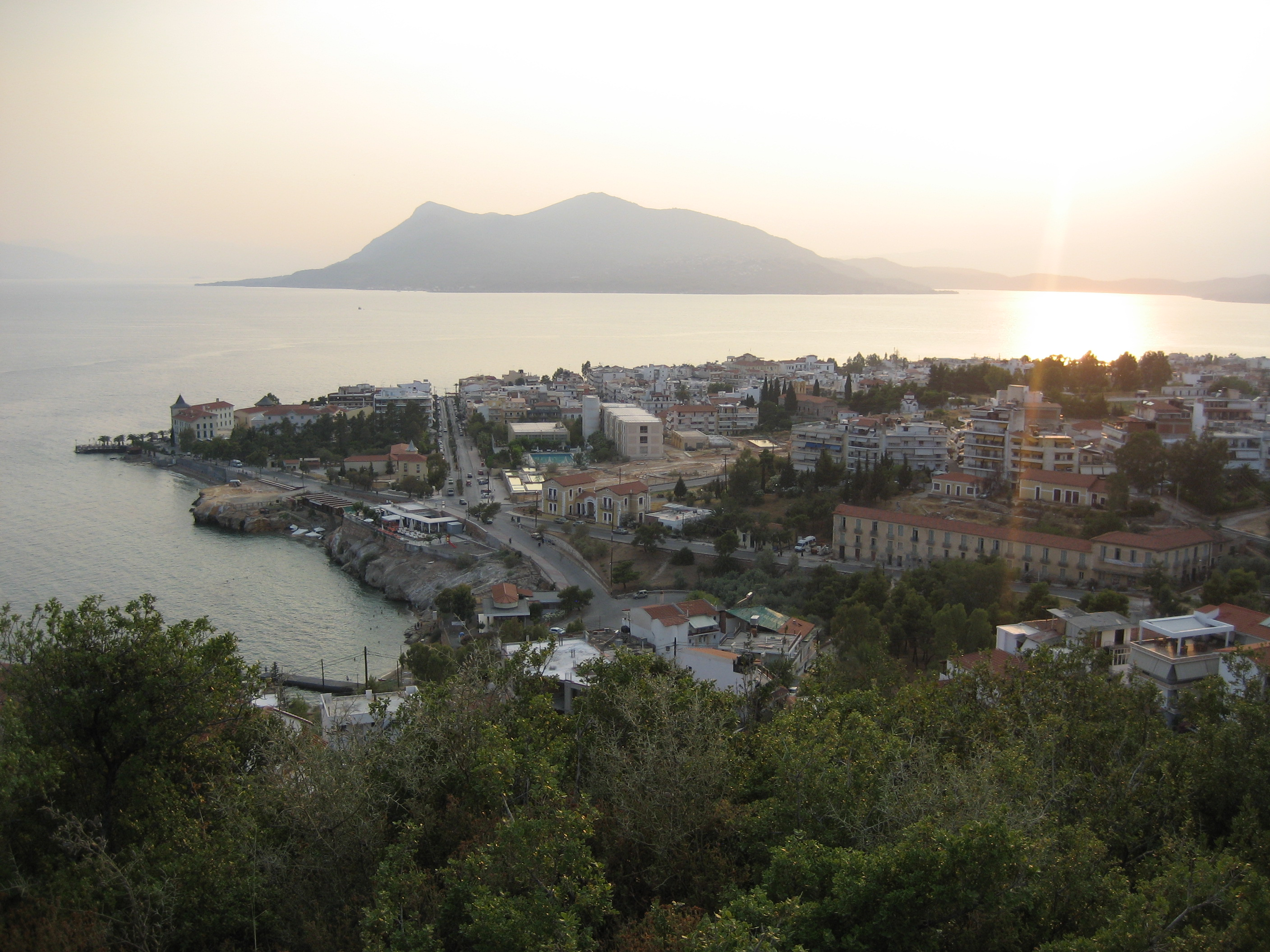
Aidipsos vu du nouveau viaduc en construction

Un village du district municipal de Loutrá Edipsoú porte aussi le nom d'Edipsós (1300 hab. environ).

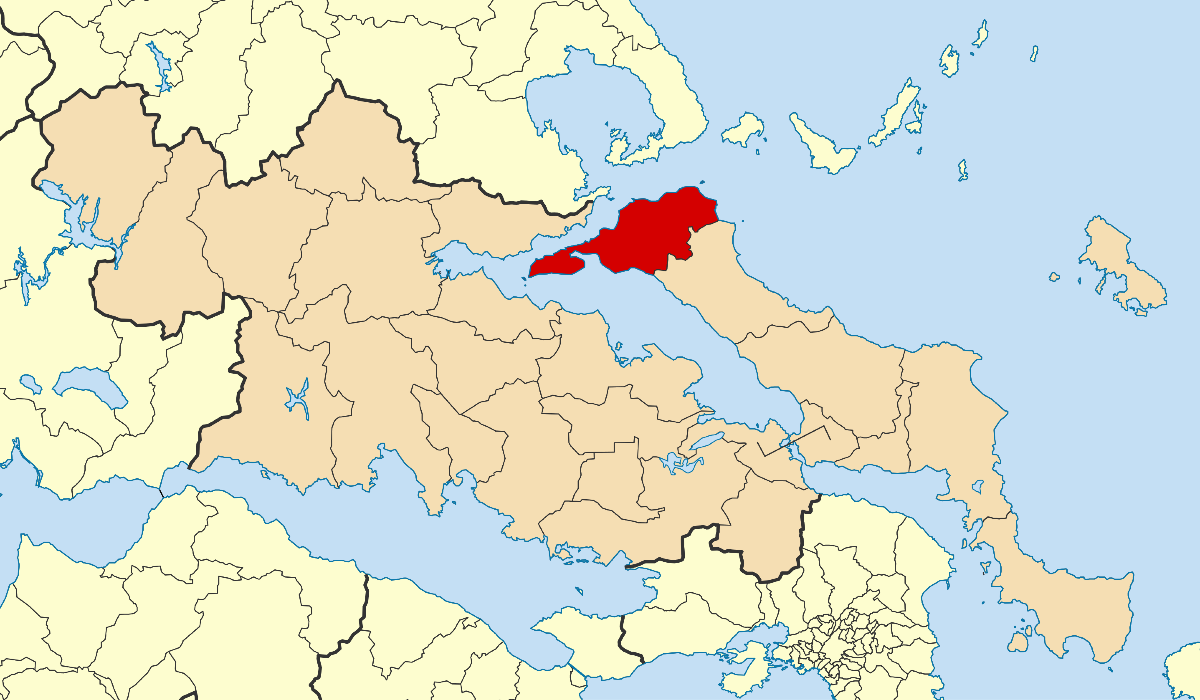
Dème d'Histiée-Edipsós à la suite de la réforme Kallikratis (2010)